# 梅輝立
梅輝立（1831年1月7日—1878年），筆名映堂居士， 是英國外交官、錢幣學家、作家和漢學家。他曾擔任英國駐華副領事，並撰寫了大量有關中國的文章。1861年起，他成為英國皇家地理學會會士。

## 生平
梅輝立於1831年1月7日出生在塔斯馬尼亞，是牧師邁克爾·約翰·梅耶斯（John Mayers）的兒子，當時他是那裡的牧師。1840年，他的父親成為馬賽領事館牧師，他在那裡接受了大部分教育。